# Zilahi Márton
Zilahi Márton (Budapest, 1905. január 18. – Budapest, 1994. december 12.) Kossuth-díjas műegyetemi tanár, a magyar textiliparban folyó felsőfokú szakképzésnek és a textilipar tudományos életének egyik legjelentősebb személyisége.

## Élete és munkássága
1926-ban végezte el a Műegyetemet és gépészmérnökként a kelenföldi Goldberger-gyárban helyezkedett el, ahol kiváló szakemberré képezte magát és idővel a gyár főmérnökévé emelkedett. Több idegen nyelven beszélt, jól ismerte a külföldi szakirodalmat és a II. világháborút megelőzően Amerikában is tett tanulmányutat. A háborút követően, 1948-tól az államosított textilvállalatok termelésének irányítására és ellenőrzésére alapított Textilipari Központban, a pamutipari igazgatóságon dolgozott, majd 1949-ben vezetésével alakult meg a Budapesti Műszaki Egyetem gépészmérnöki karán az önálló Textiltechnológia Tanszék. A Műegyetem Mechanikai Technológia Tanszékén a textiltechnológia Rejtő Sándor által korábban bevezetett oktatása csak az egyik szakterületet jelentette, nem ez képezte az oktatás fő vonalát. Zilahi professzor nevéhez fűződik a textiltechnológiák korszerű oktatásának bevezetése az egyetemen, amihez kiváló ipari szakembereket vont be a munkába.
A tanszéken kiterjedt kutatómunka folyt. Zilahi professzor kitűnő ipari kapcsolatai révén a tanszék számos ipari kutatást, fejlesztő munkát végzett az akkor felfejlődőben lévő textiliparnak. Ezek közé tartozott a Posta Kísérleti Intézete számára végzett munka a postai kábelek pamutszigetelésének tökéletesítésére. Zilahi Márton és Oswald Lóránt olyan eljárást dolgozott ki és szabadalmaztatott, amely a pamutcellulóz acetilezésével két nagyságrenddel megnövelte a pamutszigetelés szigetelő képességét. Ezzel a nagy horderejű találmánnyal érdemelte ki Zilahi professzor és Oswald Lóránt az 1956-ban közösen kapott Kossuth-díjat.
1949 áprilisától 1959 áprilisáig állt a Textiltechnológia Tanszék élén. Ez alatt a tíz év alatt önállóan ill. munkatársaival közösen számos egyetemi jegyzetet, valamint a mérnöki továbbképzésben hasznosított művet írt. Főműve, az 1953-ban megjelent A textilipar nyersanyagai c. egyetemi tankönyv máig a legjobb és legfontosabb magyar nyelvű összefoglaló munka ebben a tárgykörben. Tudományos munkásságának elismeréséül 1952-ben kandidátusi fokozatot kapott és 1956-ban benyújtott disszertációjával elnyerte a tudományok doktora fokozatot.
Miután megvált a Műegyetemtől, a Textilipari Kutató Intézet munkatársa, a rost osztály vezetője lett, és ezt a munkakört töltötte be nyugdíjazásáig. Nyugdíjasként is folytatta tudományos kutatói tevékenységét, számos szakcikket írt, előadásokat tartott és szakértőként segítette az iparvállalatok munkáját. Külföldön is elismert szakmai tekintélyének köszönhetően 1970–73-ban UNIDO szakértőként Laoszban, majd Pakisztánban dolgozott.
Szorosan vett szakmai tevékenysége mellett aktívan részt vett a textiliparhoz kapcsolódó társadalmi munkában is. Egyike volt a Textilipari Műszaki és Tudományos Egyesület alapítóinak és ennek megalapításakor, 1948-tól 1950-ig, majd később 1958–1961 között ismét elnöke volt az egyesületnek. Alapító főszerkesztője volt a TMTE kiadásában megjelent Magyar Textiltechnika c. szakfolyóiratnak. Fontos szerepet vállalt a Magyar Tudományos Akadémia keretében működő könnyűipari főbizottságban, ill. ennek utódszervezetében, a szál- és rosttechnológiai bizottságban. Tudományos és társadalmi munkásságáért a Kossuth-díjon kívül is számos magas állami és szakmai kitüntetésben részesült.

## Legfontosabb művei
- Zilahi Márton, Merényi Gábor. A fonás elmélete. Tankönyvkiadó, Budapest (1951)
- Zilahi Márton, Herczeg Tamás, Kóczy László. Textillaboratóriumi vizsgálatok. Könnyűipari Könyvkiadó, Budapest (1951)
- Zilahi Márton. A textilipar nyersanyagai. Tankönyvkiadó, Budapest (1953)
- Zilahi Márton. Ragasztott szövedékek. Műszaki Könyvkiadó, Budapest (1963)

## Megjegyzés
1. ↑  Az életrajzi adatok és munkásságának összefoglalója a család tulajdonában levő önéletrajz alapján készült, ez tekintendő a szócikk forrásának. Publikált forrás nem ismeretes.